# Periodisk faltning
Periodisk faltning eller cyklisk faltning är en variant av faltning för funktioner som är eller betraktas som periodiska.
Den tidskontinuerliga formen för en funktion med perioden {\displaystyle T} är:
{\displaystyle y(t)=x*h(t)\,} 
{\displaystyle =\int _{t_{0}}^{t}x(t_{0}+t-u)h(u)du+\int _{t}^{t_{0}+T}x((t_{0}+T)+t-u)h(u)du,\quad t_{0}\leq t\leq (t_{0}+T)}
Den tidsdiskreta formen för en funktion av längden {\displaystyle N} är:
{\displaystyle y[n]=x*h[n]\,}
{\displaystyle =\sum _{m=M}^{n}x[M+n-m]h[m]+\sum _{m=n+1}^{M+N-1}x[(M+N)+n-m]h[m],\quad M\leq n<(M+N)}